# Ратари
Ратарите или Редарите (на латински: Redarii, Riadri, Riedere, Riederiun, Rederii, Riedirii; Retharii, Retheri, Rederi, Ridari, Rederi, Riaduri, Rhedarier; на немски: Redarier, Riedleuten; на руски: Ратари) са западнославянско племе, което през Средновековието населява територията на днешна Мекленбург-Предна Померания в Германия. За пръв път се появяват през 929 г. и от X век са в съюза на лютичите, в който имат водеща роля. През XI век повече не се споменават.
Техният политически и религиозен център е в Ретра.